# MKVToolNix
MKVToolNix ist eine freie Sammlung von Programmen zum Erstellen und Bearbeiten von Matroska-Multimediadateien. Da es quelloffen und kostenlos ist sowie Versionen für alle bedeutenden Betriebssysteme existieren, gehört MKVToolNix zu den populärsten Anwendungen für diese Aufgabe. Vor allem für Nutzer von macOS ist die Auswahl an derartigen, qualitativ guten Programmen gering.

## Übersicht
Das Programm besteht aus mehreren Kommandozeilenanwendungen (mkvmerge, mkvinfo, mkvextract, mkvpropedit) und einer graphischen Oberfläche (GUI). Das Programm verwendet die Bibliotheken libEBML und libMatroska zum Lesen und Schreiben von EBML bzw. Matroska-Containerdateien.
Durch seine Komplexität richtet sich MKVToolnix an Nutzer mit fortgeschrittenen Kenntnissen, und vor allem die Kommandozeilenprogramme sind nicht intuitiv und daher nur sehr schwer von unerfahrenen Anwendern zu benutzen.
Mit der Version 8 wurde die alte wxWidgets-basierte GUI durch eine auf Basis von Qt ersetzt.

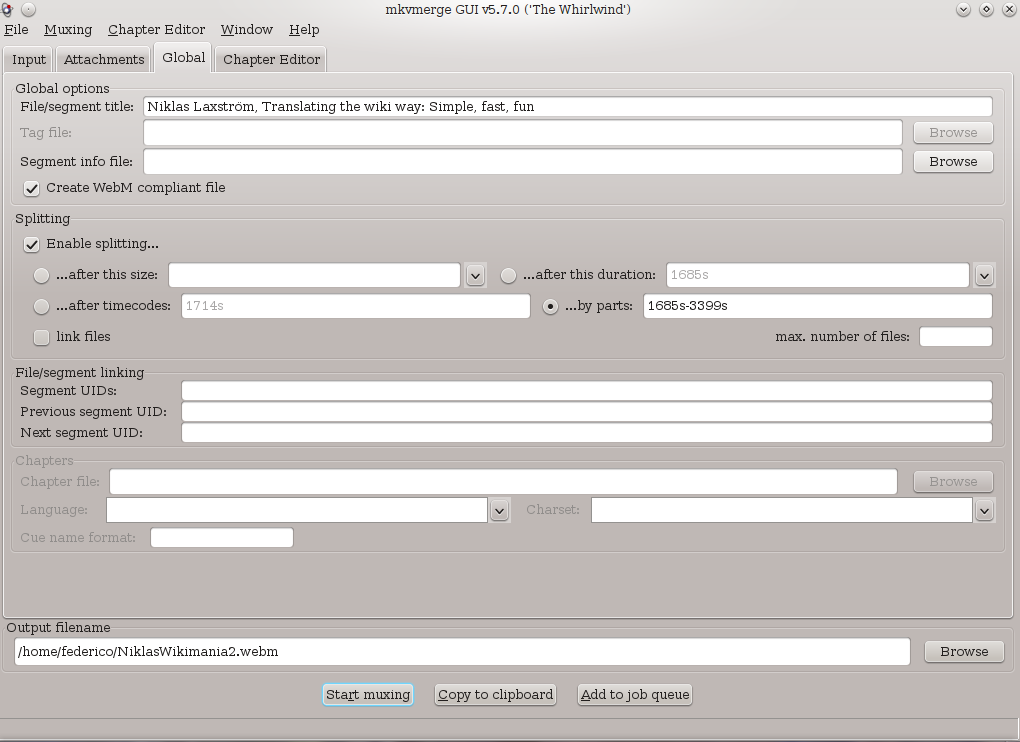
Version 5.7.0 (wxWidgets)
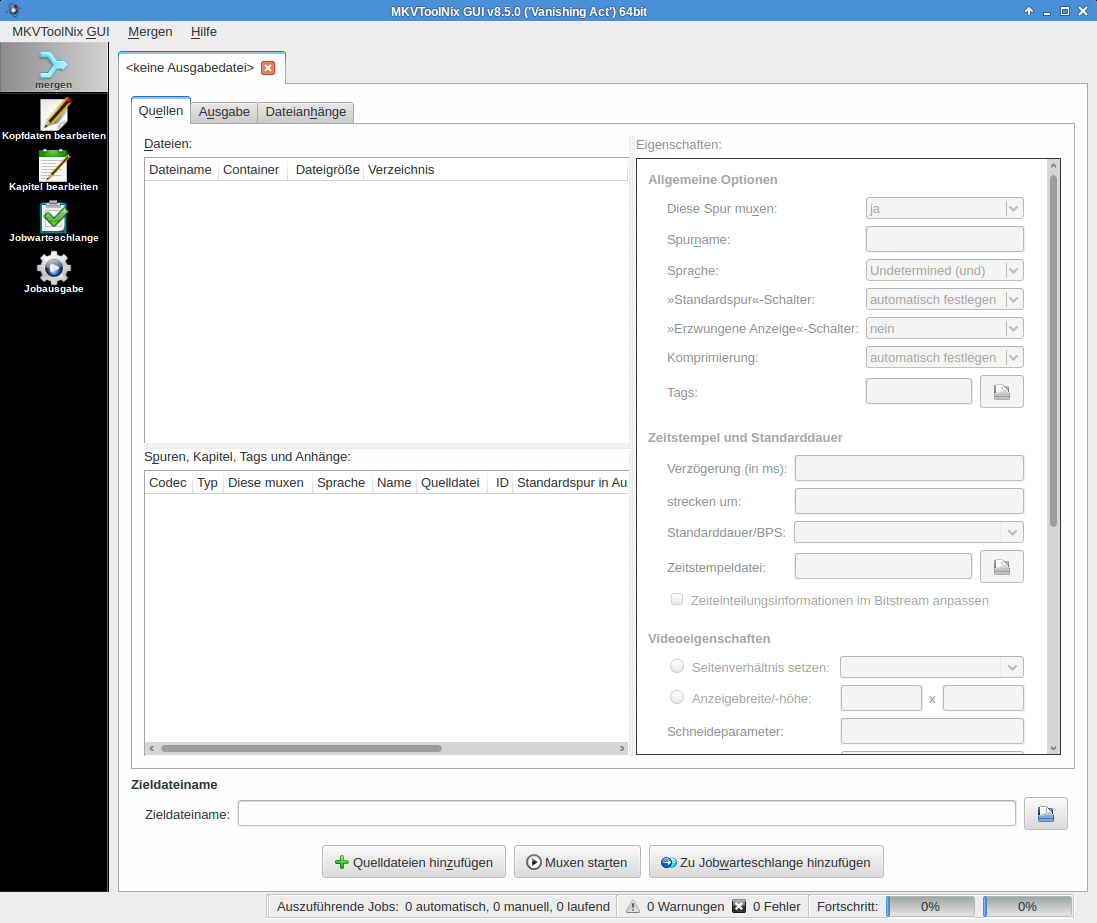
Version 8.5.0 (Qt)
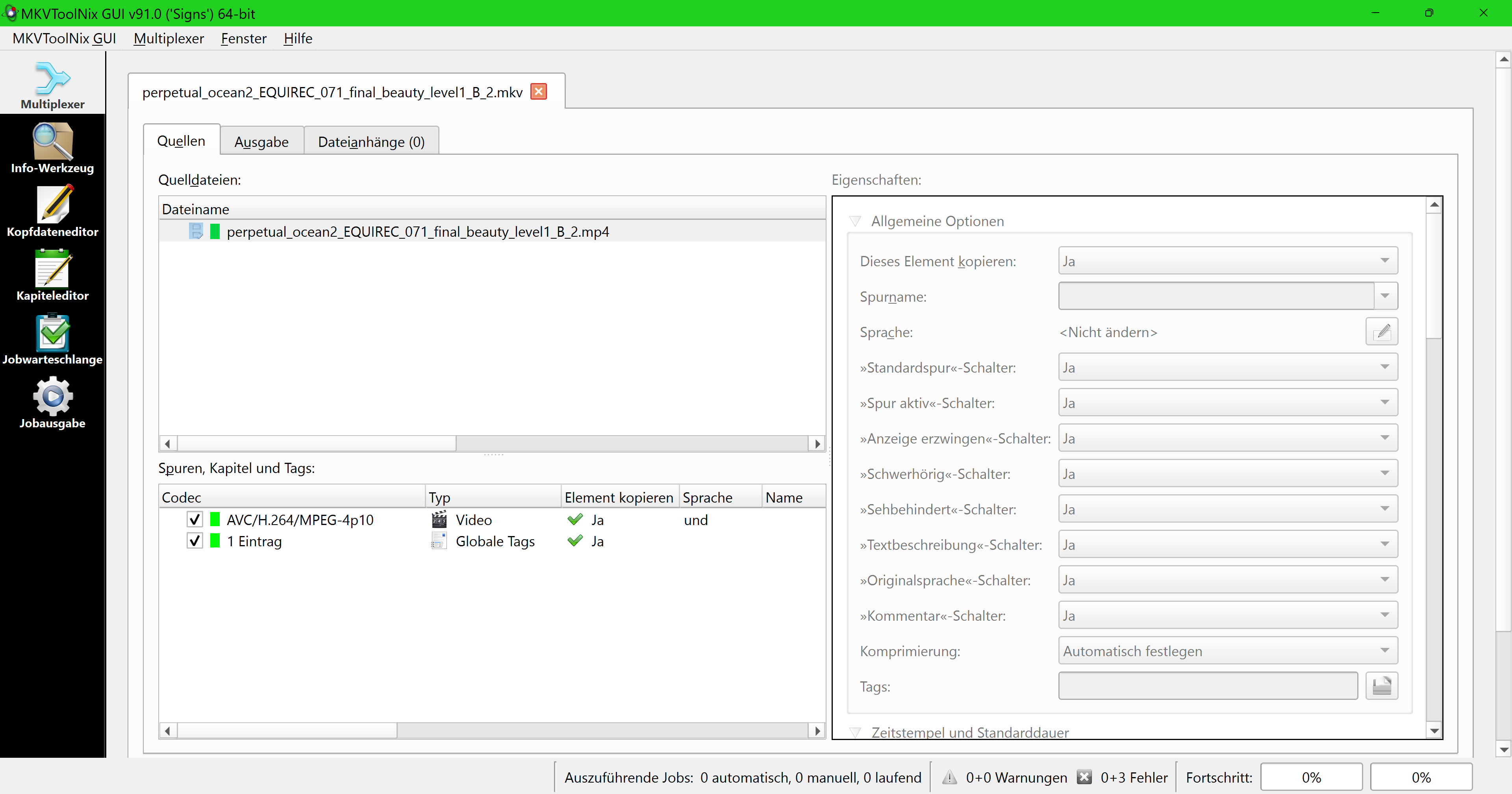
Screenshot einer aktuellen Version (v91.0.0) in 16:9